# Beyond the Sunset: The Romantic Collection
Beyond the Sunset er et opsamlingsalbum af det britisk-amerikanske band Blackmore's Night, der blev udgivet i 2004 via Steamhammer. Det har navn efter sangen "Beyond the Sunset" af Blackmore’s Night på deres album Under a Violet Moon fra 1999. Opsamlingsalbummet består af sange fra deres foregående fire studiealbums, der var blevet udgivet på dette tidspunkt, samt et tidligere uudgivet numemr kaldet "Once In A Million Years", og det indeholder også to genindspillede numre; "Ghost of a Rose" og "Now and Then". 
Albummet vandt New Age Reporter Lifestyle Music Award for the Best Vocal Album.

## Spor
Alle sange er skrevet af Ritchie Blackmore og Candice Night, medmindre andet er noteret.

### Disc 1
1. "Once in a Million Years" [Wenn aus Liebe Sehnsucht wird] – 4:33
2. "Be Mine Tonight" – 2:55
3. "Wish You Were Here" (Teijo) – 5:06
4. "Waiting Just for You" (Blackmore, Clark, Night) – 3:18
5. "Durch den Wald zum Bach Haus" (Blackmore) – 2:35 (instrumental)
6. "Ghost of a Rose" – 5:43 (ny version)
7. "Spirit of the Sea" – 4:53
8. "I Still Remember" – 5:42
9. "Castles and Dreams" – 3:36
10. "Beyond the Sunset" (Blackmore) – 3:47 (instrumental)
11. "Again Someday" – 1:43
12. "Diamonds and Rust" (Baez) – 4:54
13. "Now and Then" (Night) – 3:15 (ny version)
14. "All Because of You" – 3:34

### Disc 2
1. "Written in the Stars" – 4:49
2. "Morning Star" – 4:41
3. "Play Minstrel Play" (trad., Blackmore, Night) – 3:59
4. "Minstrel Hall" (Blackmore) – 2:36 (instrumental)
5. "Under a Violet Moon" – 4:23

- Disc 1; track 1 er tidligere uudgivet.
- Disc 1; tracks 2, 3, og 7; og Disc 2; tracks 3og  4 er taget fra Shadow of the Moon (1997).
- Disc 1; tracks 5, 9, 10 og 3; og Disc 2; tracks 2 og 5 er taget fra Under a Violet Moon (1999).
- Disc 1; tracks 4, 8, 11, and 14; og Disc 2; track 1 er taget fra Fires at Midnight (2001).
- Disc 1; tracks 6 og 12 er taget fra Ghost of a Rose (2003).